# United States Chess League
Die United States Chess League (USCL) war die Meisterschaft im Mannschaftsschach der Vereinigten Staaten, die in den Jahren 2005 bis 2015 ausgetragen wurde. Dieser gehörten zuletzt 20 Mannschaften an; gespielt wurde an 4 Brettern. Am 25. August 2016 gab der Präsident der USCL Gregory Shahade bekannt, dass der Wettbewerb 2017 durch die internationale Professional Rapid Online Chess League ersetzt werden soll.

## Organisationsform
Der Wettbewerb war unterteilt in eine Vorrunde (Regular Season), in der jede Mannschaft zehn Wettkämpfe bestritt, und eine Endrunde (Playoff), in der die erfolgreichsten Mannschaften den Titel im K.-o.-System ausspielten. In der Vorrunde waren die Mannschaften nach geographischen Gesichtspunkten in regionale Gruppen eingeteilt (meist in die Eastern Division und die Western Division, 2014 in die Eastern Division, Western Division und Southern Division) und spielten dabei überwiegend gegen Mannschaften der gleichen Gruppe; außer bei der letzten Austragung 2015 wurden allerdings auch einige Wettkämpfe gegen Mannschaften der übrigen Gruppen gespielt. Über die Vorrundenplatzierung entschied zunächst die Anzahl der Mannschaftspunkte (ein Punkt für einen Sieg, ein halber Punkt für ein Unentschieden, kein Punkt für eine Niederlage), anschließend die Anzahl der Brettpunkte (ein Punkt für eine Gewinnpartie, ein halber Punkt für eine Remispartie, kein Punkt für eine Verlustpartie).
Die Mannschaftsaufstellungen mussten grundsätzlich nach USCF Rating (der nationalen Wertungszahl der USA) erfolgen, allerdings waren Abweichungen zulässig, wenn die Differenz maximal 50 Punkte betrug. Der Ratingschnitt der vier eingesetzten Spieler musste unter 2401 liegen, für diese Berechnung wurden Wertungen über 2600 auf 2600 und Wertungen unter 2000 auf 2000 gesetzt.
Alle Wettkämpfe wurden via Internet auf dem Server des Internet Chess Club gespielt. Die Bedenkzeit betrug 75 Minuten (60 Minuten, wenn eine Mannschaft ihren Sitz in der Zeitzone UTC-8 und eine ihren Sitz in der Zeitzone UTC-5 hatte) für die gesamte Partie; ab dem ersten Zug erhielt jeder Spieler zudem eine Zeitgutschrift von 30 Sekunden pro Zug bis zum Ende der Partie.
Ein Abstieg war nicht vorgesehen.
In der Endrunde durften nur Spieler eingesetzt werden, die mindestens zwei Wettkämpfe in der Vorrunde gespielt haben.

## Einzelauszeichnungen
In der United States Chess League wurden diverse Einzelauszeichnungen vergeben. Seit der Erstaustragung 2005 wurde pro Runde eine Partie als game of the week sowie nach der Saison eine Partie als game of the year ausgezeichnet und der Titel des Most Valuable Player vergeben. 2007 wurden die Titel Rookie of the Year und Most Improved Player eingeführt.

## Sieger der United States Chess League
| Jahr | Sieger                  |
| ---- | ----------------------- |
| 2005 | Baltimore Kingfishers   |
| 2006 | San Francisco Mechanics |
| 2007 | Dallas Destiny          |
| 2008 | Dallas Destiny          |
| 2009 | New York Knights        |
| 2010 | New England Nor'easters |
| 2011 | New York Knights        |
| 2012 | Seattle Sluggers        |
| 2013 | Miami Sharks            |
| 2014 | St. Louis Arch Bishops  |
| 2015 | Manhattan Applesauce    |